# Kodarma
Kodarma (alternativt Koderma, hindi: कोडरमा जिला) är en stad i den indiska delstaten Jharkhand, och är huvudort för ett distrikt med samma namn. Folkmängden uppgick till 24 633 invånare vid folkräkningen 2011.